# サイトロン・アンド・アート
サイトロン・アンド・アート（英: Scitron & Art）は、東京都世田谷区に本社を置く日本の企業。音楽、映像、ゲーム、マルチメディアなどのソフトウェアを企画制作販売を主業務としていた。旧社名は「デジタル・エンターテインメント」。
現在もIT業界で広く活躍する小尾一介、井口尊仁、長家克善、長島朗など人材を多く輩出している。
社名の「Scitron」はサイエンスとエレクトロンの造語。

## 沿革

### デジタル・エンターテインメント時代

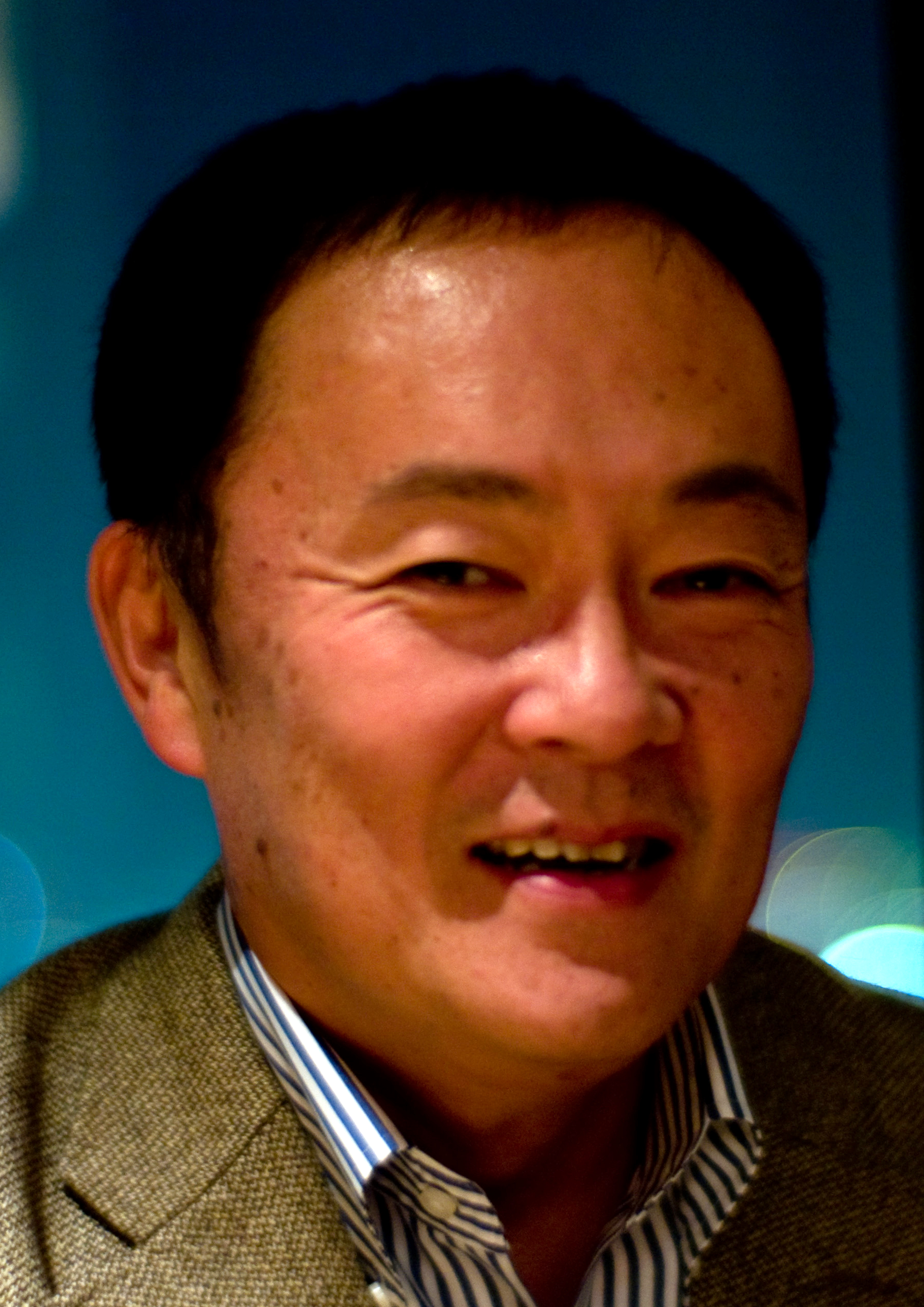
小尾一介

- 1984年、イエロー・マジック・オーケストラのA&Rやプロデューサーだった小尾一介が、アルファレコード「￥ENレーベル」で、細野晴臣と『ゼビウス』や『マッピー』、『ニューラリーX』などを収録した世界初となるゲームミュージックのレコード『ビデオ・ゲーム・ミュージック』を制作。
- 1986年、小尾が独立し、遠藤雅伸の「ゲームスタジオ」のメンバー（大野木宜幸）と合流して「デジタル・エンターテインメント」社を設立。小尾は代表取締役に就く（資本金100万円、東京都港区）。アルファレコード内にゲームミュージック専門レーベル「G.M.O.レコード」を立ち上げ、ゲームミュージックの音楽ソフトやアーケードゲームのビデオソフトの制作、ゲームソフト（『オトッキー』、『アタックアニマル学園』）の開発を開始。

### サイトロン・アンド・アート時代
- 1988年、社名を「サイトロン・アンド・アート」に変更。資本金1,000万円に増資、東京都渋谷区に移転。ポニーキャニオンと「サイトロン・レーベル」を設立し、G.M.O.レコードから離脱する。以降はサイトロン・レーベル向けに音楽ソフト・ビデオソフトの制作を行う。
- 1991年、日本初のMacintosh用CD-ROMソフト『シャドウブレイン』を制作／発売。
- 1992年、立体音響と3D映像のビデオソフト『ヴァーチャル・ドラッグ』シリーズを制作／発売。資本金2,000万円に増資。
- 1993年、Macintosh用CD-ROMソフト『バーチャル・バラエティーショー』（ディレクション：井口尊仁）が、米国マルチメディア・ソフト・アワードの「INVISION」で受賞。
- 1994年、3DO用ソフト『シアターウォーズ 娯楽の殿堂』制作（脚本：一色伸幸、ディレクション：長家克善）。フジテレビ深夜番組の『レボリューションNo.8』において、インターネットや光メディアなど、当時最先端のマルチメディア技術情報の提供やCG制作などの協力を長家克善、長島朗が行った。
- 1995年、PlayStation用ソフト『NIGHT HEAD -THE LABYRINTH-』を制作（発売元：フジテレビ・ポニーキャニオン・ホリプロ、原作：飯田譲治、ディレクション：長島朗）。
- 1996年、PlayStation用ソフト『ライスケイプ 生命40億年はるかな旅』をNHKソフトウェア、NTTラーニングシステムズと共同制作（ディレクション：井口尊仁）。コンピュータエンターテインメント協会主催の「CESA大賞'96」でエデュケーション・ソフト賞を受賞。CD-ROMソフトとパソコン通信によるデータ販売を組み合わせた競馬シミュレーションソフト『パドックノート』をフジテレビと共同制作（ディレクション：長家克善）。
- 1997年、MSN会員向けWeb番組3番組を制作／開発。サイトロン・レーベルよりオリエンタル・マグネチック・イエローが『テクノデリュック』にてメジャーデビュー。
- 1998年、ハイブリッドCD-ROMソフト『YMO Selfservice』を制作（ディレクション：長家克善）。通産省マルチメディアグランプリ、およびAMD郵政省マルチメディア・アワード優秀作品賞およびベストプロデュース&ディレクション賞を受賞。東京リスマチックと資本提携、資本金7,000万円に増資。千代田区九段下に移転、同時にデジタルスタジオ「サウンドシップ」を設置。
- 1999年、ソニーミュージックと新レーベル「サイトロン・ディスク」を設立、音楽CD・ビデオソフトの自社発売を開始。イエロー・マジック・オーケストラのビデオと『YMO Selfservice』のバージョンアップ版を収録した、日本初のMac/Win/DVD videoのトリプルハイブリッドDVD-ROMソフト『YMO Giga Capsule 3』を制作／開発（ディレクション：長家克善）。
- 2000年、インタラクティブ・アーキテクチャ事業部を「ディー・エス・インタラクティブ」として分社。米国ニューヨークに支店を開設。
- 2001年、デジタル・コンテンツ事業部を「サイトロン・デジタルコンテンツ株式会社」（現・株式会社ハピネット 音楽企画部）として分社。